# Falštejn
Falštejn (též Falkenštejn) je zaniklý hrad, který stával na ostrohu nad Starým Mlýnem na Úterském potoce u Konstantinových Lázní v okrese Tachov. Je chráněn jako kulturní památka ČR. Ve čtrnáctém století byl sídlem drobného šlechtice, nebo opěrným bodem na rozhraní panství Bezdružic, Gutštejna a Švamberka.

## Historie
První písemná zmínka, která se vztahuje přímo k hradu, pochází až z roku 1567 a uvádí ho jako pustý. Starší zprávy z let 1460 a 1497 zmiňují pouze jméno Falštejn, takže je možné, že hrad v té době již neexistoval. Archeologické nálezy umožnily datovat jeho existenci do 14. století. Zanikl snad v průběhu husitských válek.

## Stavební podoba
Hrad stál na skalnatém závěru ostrožny, od které ho odděloval příkop lemovaný po obou stranách valy. Za ním se na dvou skalních útvarech nacházelo předhradí. Nejspíše dvojdílné hradní jádro odděloval od předhradí další příkop. První skalní útvar s upraveným povrchem je beze stop zástavby, zatímco na zadním skalisku se dochovaly drobné zbytky zdiva ve skalních rozsedlinách, které jsou pozůstatkem základů roubené nebo hrázděné budovy. V zadní části stávala snad věžovitá stavba, jejíž zdi byly patrné ještě v polovině devatenáctého století.

## Přístup
Místo hradu je přístupné po odbočce ze zeleně značené turistické trasy údolím Úterského potoka. Odbočka začíná  Starého Mlýna, kde údolí křižuje silnice II/201.

## Galerie

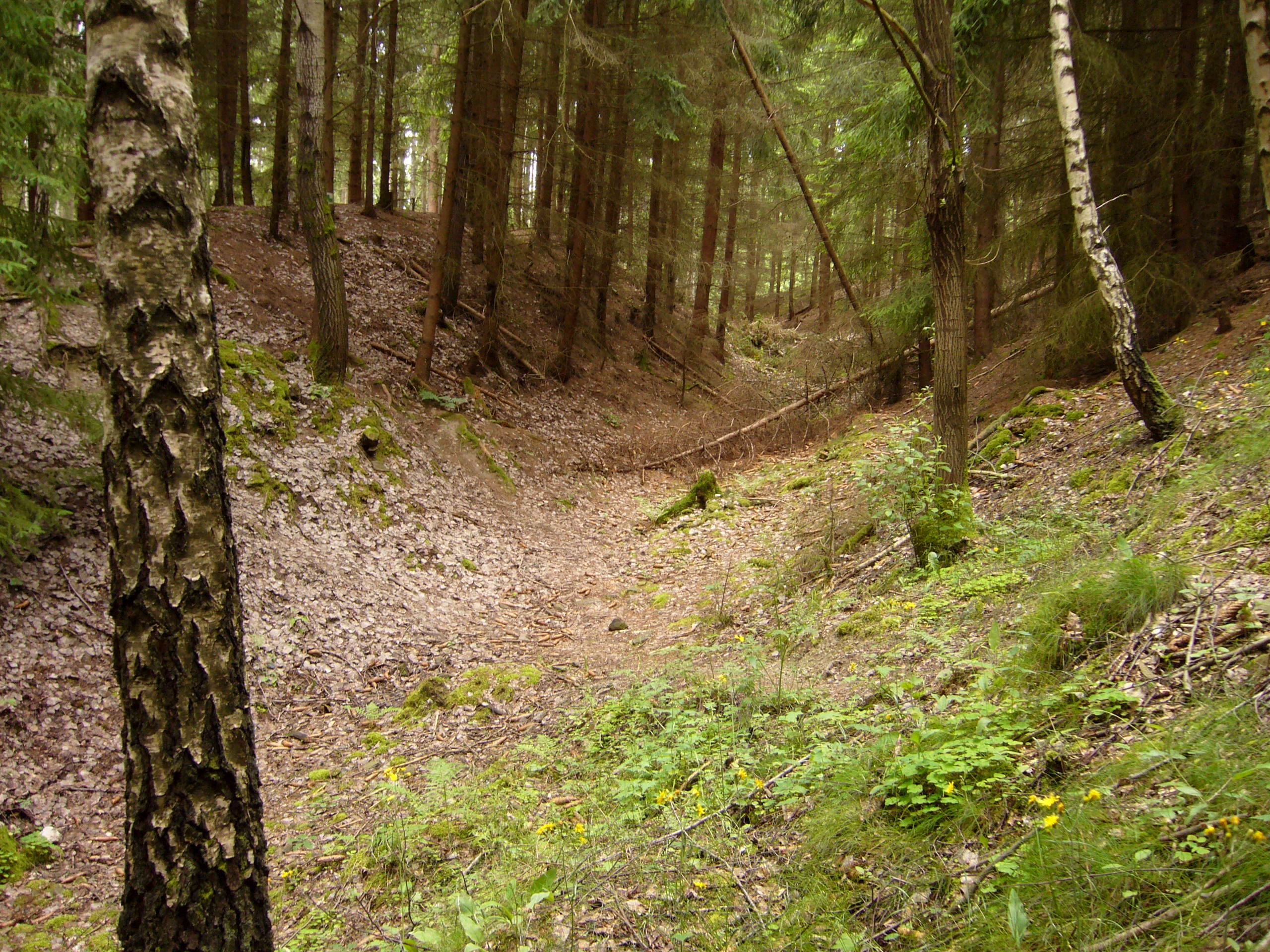
Hradní příkop
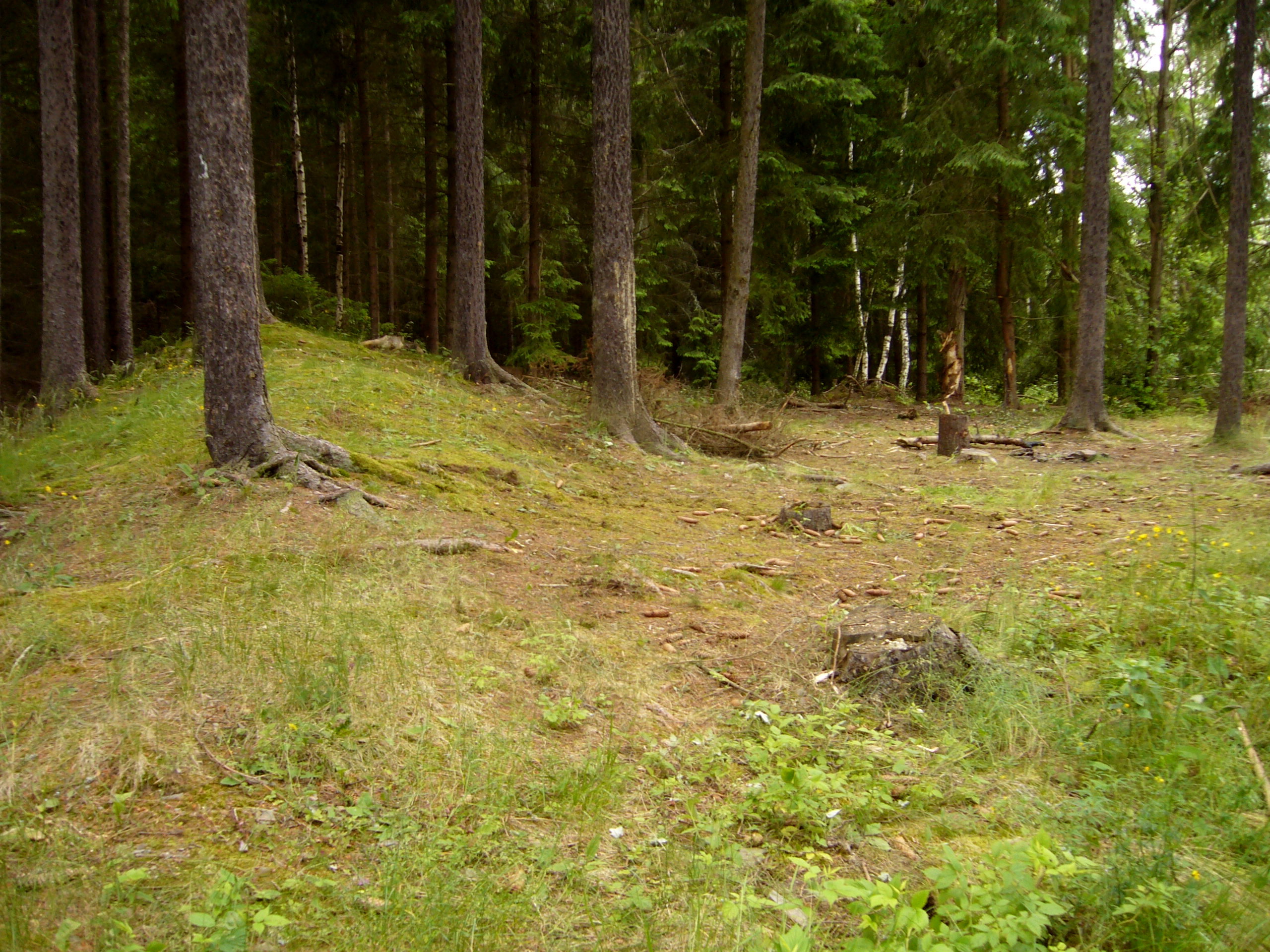
Část předhradí s nevýrazným zbytkem valu
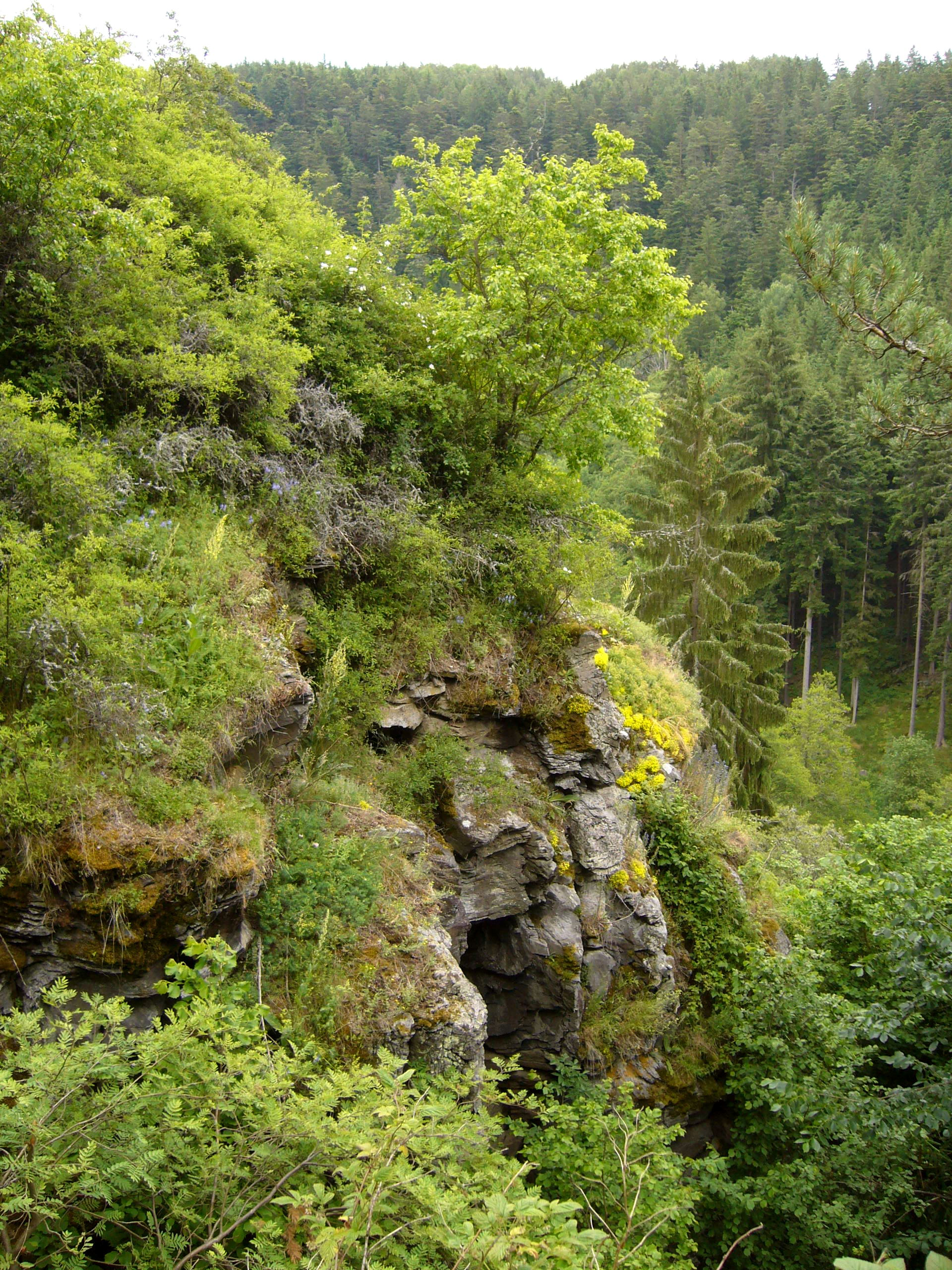
Hradní skála nad Úterským potokem